# Thakhek
Thakhek is een stad in Laos en is de hoofdplaats van de provincie Khammuan.
Thakhek telt ongeveer 29.600 inwoners.

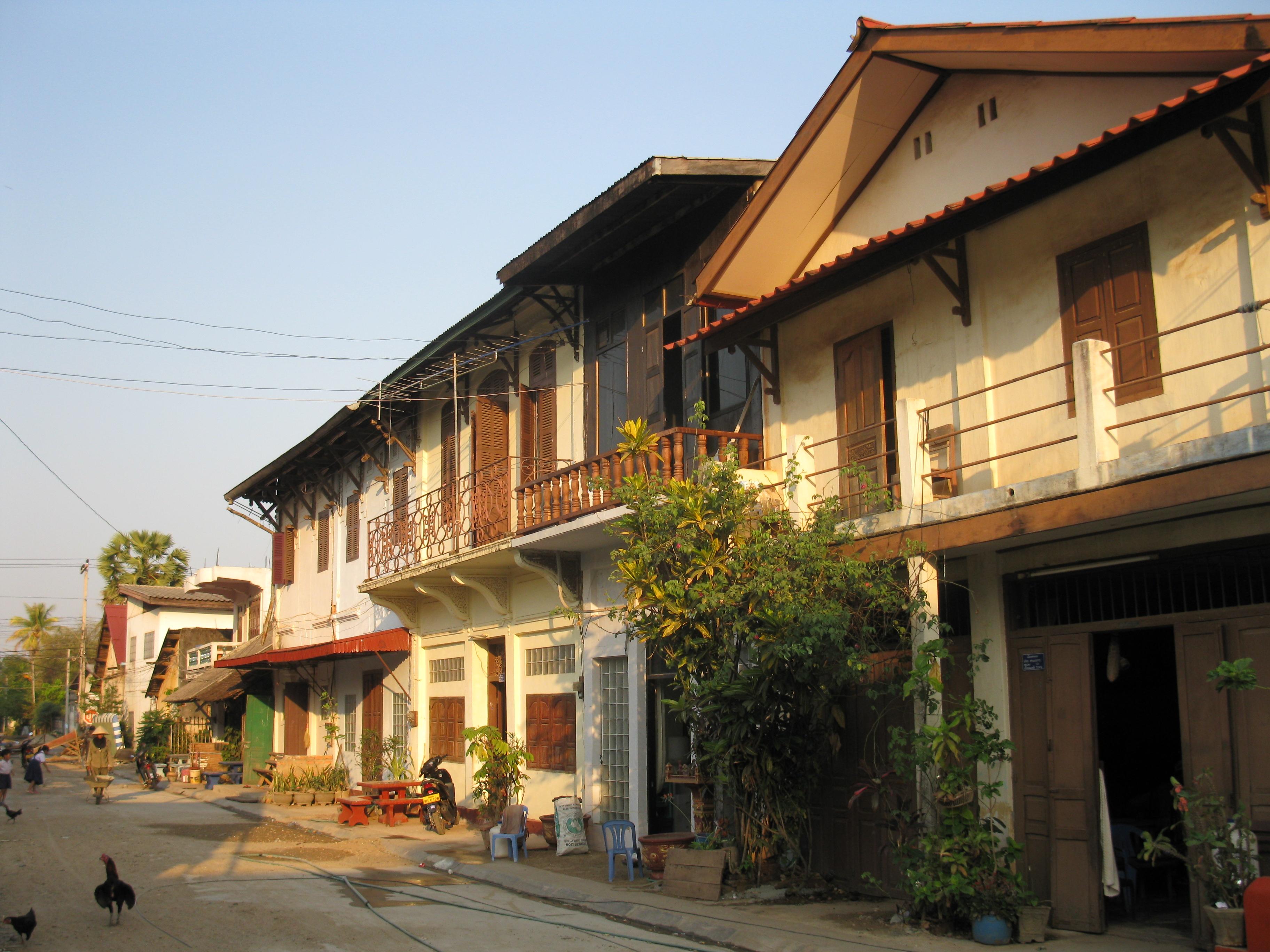
Huizen uit de koloniale tijd in Thakhek
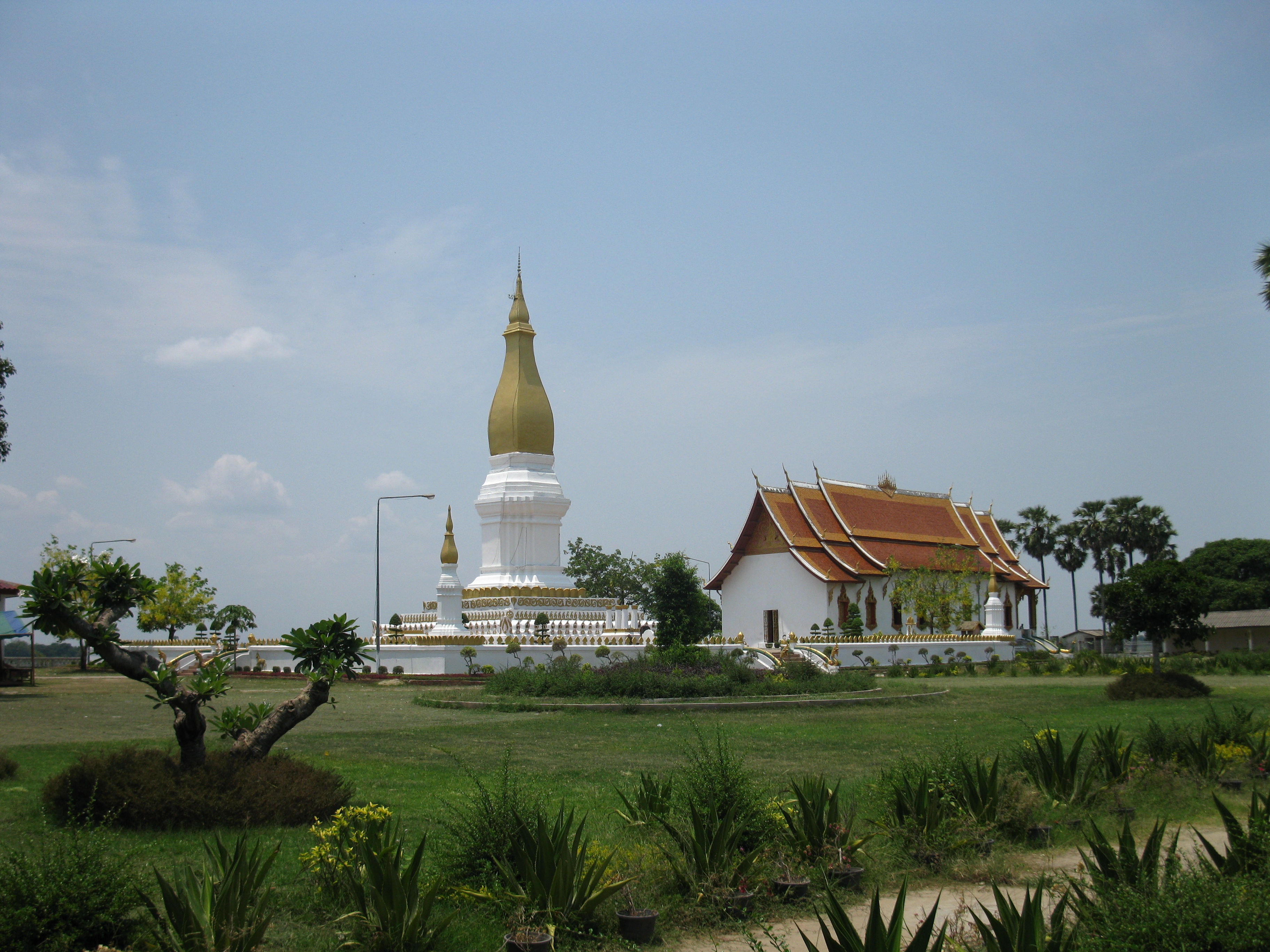
Tempel van Sikhottabong, Thakhek
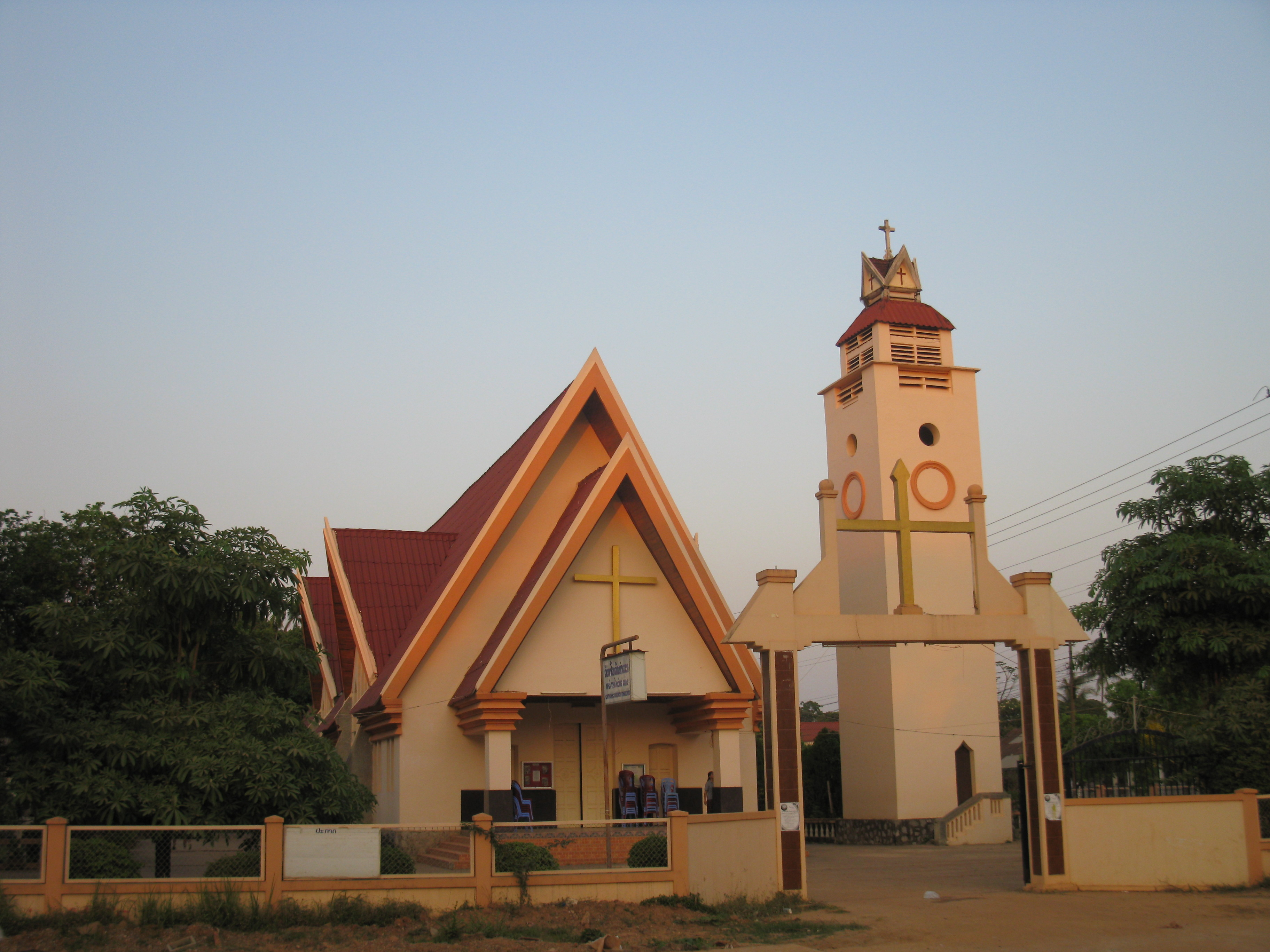
Kerk in Thakhek